# Prado Ferreira
Prado Ferreira este un oraș în Paraná (PR), Brazilia.